# Pelargonium bowkeri

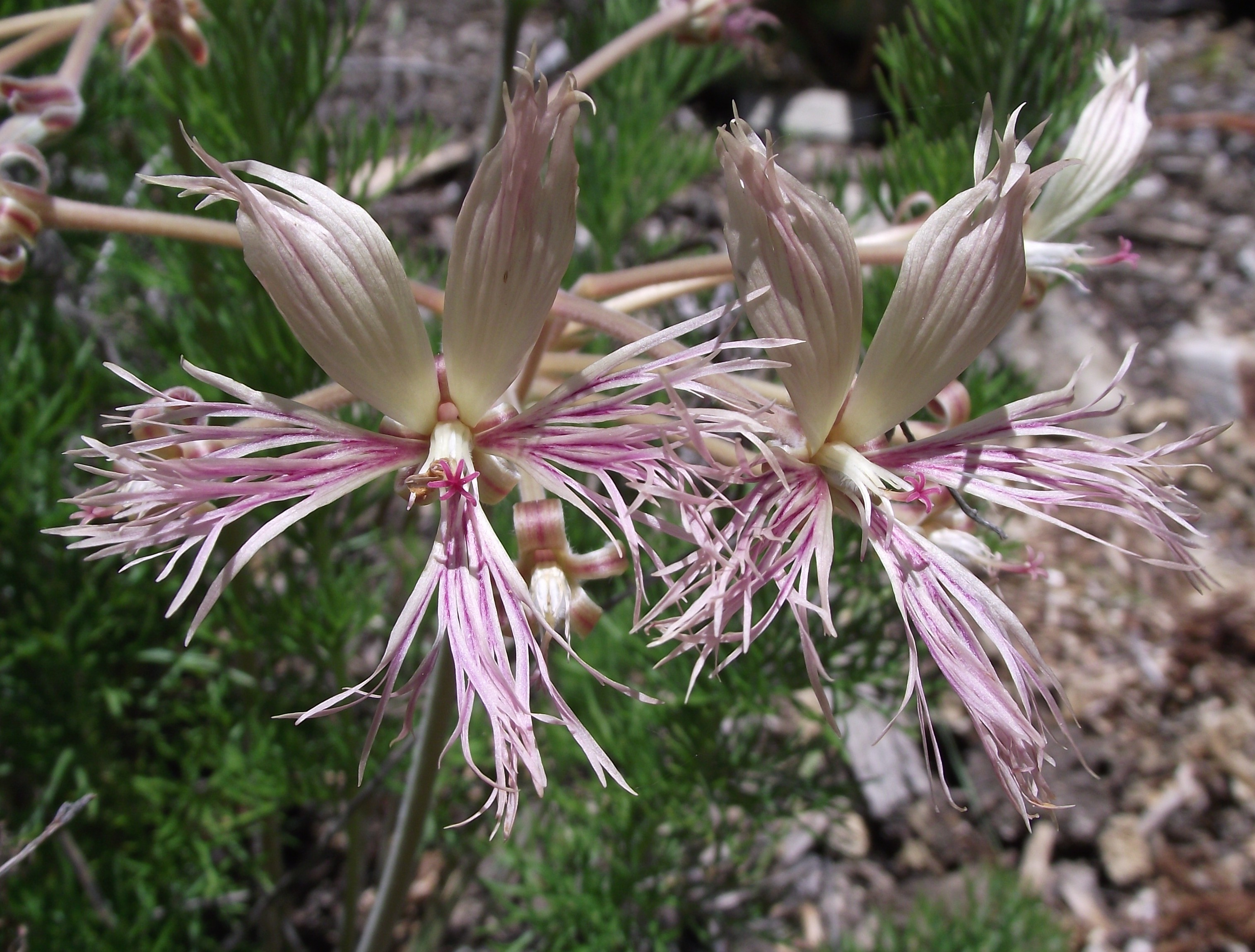
Einzelblüten von Pelargonium bowkeri

Pelargonium bowkeri gehört zur Gattung Pelargonium innerhalb der  Familie der Storchschnabelgewächse (Geraniaceae).

## Beschreibung

### Vegetative Merkmale
Die Art wächst mit einer großen, harten und unterirdischen Knolle und kurzen Trieben als Geophyt und wird zur Blütezeit bis 40 Zentimeter hoch. Die aufrechten, dreifach fiederteiligen Blätter sind filzig und hellgrün. Die Spreite ist im Umriss schmal eiförmig und die einzelnen Segmente sind linealisch und für gewöhnlich weniger als 1 Millimeter breit. Die Nebenblätter sind schmal dreieckig geformt.

### Generative Merkmale
Der aufrechte, unverzweigte Blütenstand ist meist kürzer als die Laubblätter ausgebildet und trägt 4 bis 12 Einzelblüten. Der Blütenbecher ist sehr lang und die Kelchblätter sind plötzlich zurückgebogen. Die fünf gefransten Kronblätter sind hell gelblich grün gefärbt. Die Adern der oberen zwei Kronblätter sind heller purpurn gefärbt als die der unteren drei. Es sind sieben fertile, unterschiedlich lange Staubblätter vorhanden. Der Pollen ist gelb bis orange gefärbt.

## Vorkommen
Pelargonium bowkeri kommt aus den südafrikanischen Provinzen Ostkap und KwaZulu-Natal.

## Taxonomie
Die Erstbeschreibung der Art erfolgte 1862 durch William Henry Harvey.
Die Art gehört zur Sektion Polyactium DC. Sie wird in der Roten Liste der gefährdeten Pflanzenarten Südafrikas als „Least Concern“ = „nicht gefährdet“ bewertet.

## Nachweise